# Івашкино
Іва́шкино (рос. Ивашкино, чув. Йăвашкел) — присілок у складі Комсомольського району Чувашії, Росія. Входить до складу Новочелни-Сюрбеєвського сільського поселення.
Населення — 240 осіб (2010; 244 у 2002).
Національний склад:
- чуваші — 98 %